# Bar Giora
Bar Giora (hebrejsky:  בַּר גִּיּוֹרָא, doslova "Syn Giory", anglicky: Bar Giora též Bar-Giora) byla první židovská sionistická obranná organizace v tehdejší turecké Palestině, založená roku 1907. Pojmenovaná byla podle starověkého židovského válečníka Šimona bar Giory.
K založení Bar Giory došlo v Jaffě 29. září 1907. Toho dne se v bytě Jicchaka Ben Cviho – pozdějšího izraelského prezidenta, sešlo sedm mladých židovských přistěhovalců, kteří do Palestiny přišli v rámci druhé alije. Cílem bylo ustavit tajné obranné sdružení, které by chránilo židovské vesnice před útoky Arabů (tehdy spíše loupežně než politicky motivovanými – spory o pozemky, o vodu, krádeže dobytka apod.).
Členové Bar Giory se usadili v osadě Sedžera (dnes Ilanija) v Dolní Galileji, kde získávali výcvik. Prvním zdejším strážcem byl Cvi Becker.  Ten v lednu 1908 nahradil v této roli dosavadní ostrahu, kterou si osadníci ze Sedžery najímali z řad Čerkesů žijících v okolí (Kafr Kama). Členové skupiny postupně zahrnuli pod svou ochranu i sousední židovskou vesnici Kfar Tavor.
Předákem Bar Giory byl Israel Šochat. Ten se roku 1909 rozhodl zřídit polovojenskou organizaci, která by měla daleko širší záběr a která by fungovala se souhlasem tureckých úřadů. v dubnu 1909 proto vznikla nová organizace nazvaná ha-Šomer, do níž přešli členové Bar Giory.